# São Félix do Coribe
São Félix do Coribe – miasto i gmina w Brazylii, w stanie Bahia. Znajduje się w mezoregionie Extremo Oeste Baiano i mikroregionie Santa Maria da Vitória.